# Teo (cantante)
Yuriy Alexeyevich Vashchuk (en bielorruso: Юрый Алексеевич Вашчук, y en ruso: Юрий Алексеевич Ващук; Khidry, RSS de Bielorrusia, Unión Soviética, 24 de enero de 1983), más conocido como Teo (estilizado como TEO), es un cantante, compositor y presentador de televisión bielorruso, representante de su país en el Festival de la Canción de Eurovisión 2014.

## Festival de la Canción de Eurovisión
Teo también participó en la selección nacional de Bielorrusia para el Festival de la Canción de Eurovisión 2009 como Yuriy Vaschuk, en un dueto con la cantante Anna Blagova.
En 2014, consiguió representar a su país en el Festival de la Canción de Eurovisión 2014 con la canción «Cheesecake» («Tarta de queso»). Obtuvo el quinto lugar en la segunda semifinal con un total de 87 puntos; consecuentemente, pasó a la gran final donde quedó en decimosexto lugar con 43 puntos. 
Además, en el Festival de Eurovisión de 2015, dio los puntos de su país, Bielorrusia; y en el Festival del 2016 fue parte del jurado especializado.